# Oud kasteel van Saive

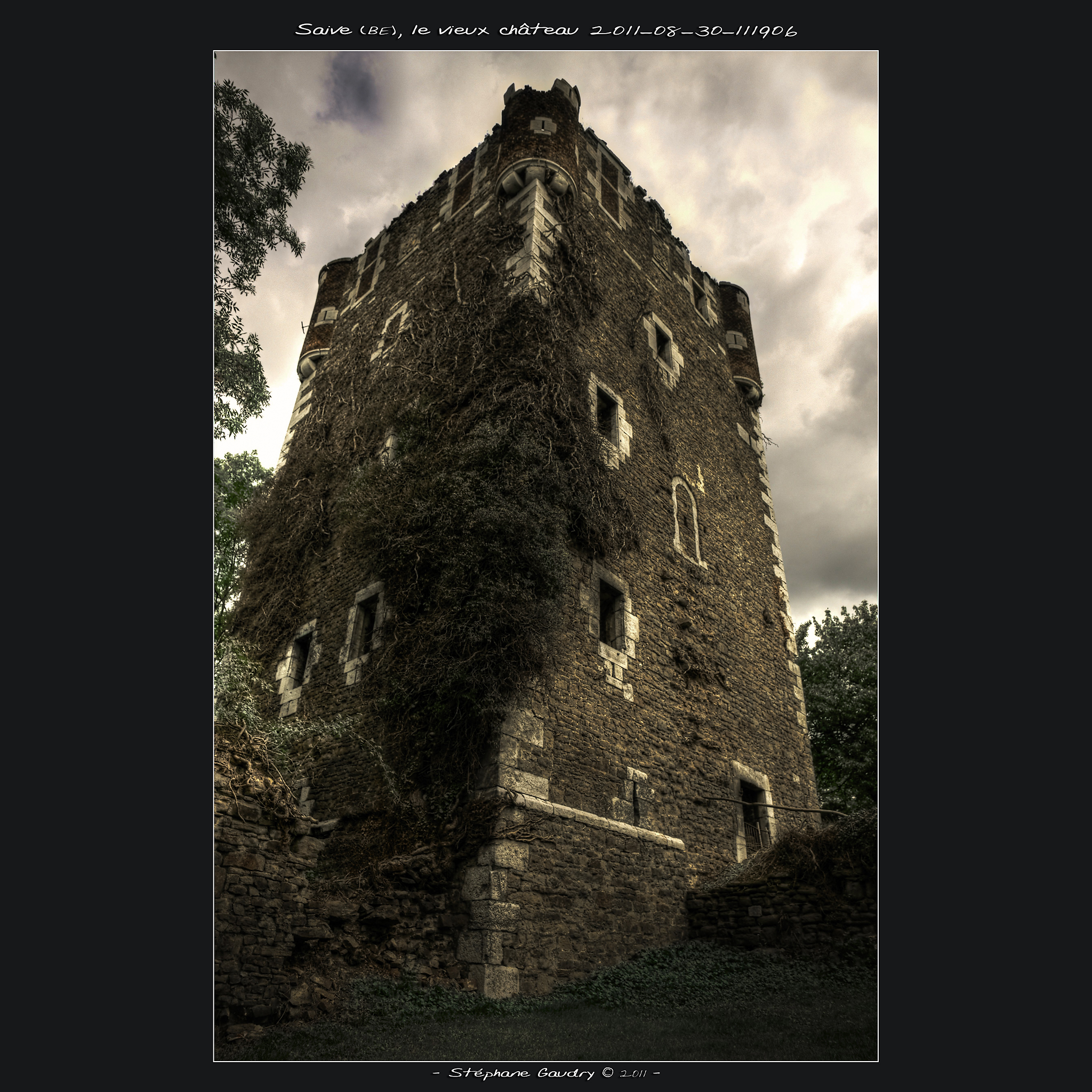
Oud kasteel van Saive

Het Oud kasteel van Saive (Vieux Château de Saive) is een kasteelruïne gelegen in het tot de Belgische gemeente Blegny behorende dorp Saive, aan de Rue du Grand Moulin.

## Geschiedenis
Dit kasteel was de zetel van de heren van Saive. Niet precies bekend is wanneer deze allodiale heerlijkheid tot stand is gekomen, maar voor die tijd maakte Saive deel uit van het Karolingische domein van Jupille. In 1911 werd nog een Merovingisch graf ontdekt in de grondvesten van het kasteel. In 1272 werd melding gemaakt van de familie De Jupille als bezitter. De heerlijkheid maakte deel uit van het kwartier van Amercœur van het prinsbisdom Luik. Vermoedelijk is de donjon enkele eeuwen eerder opgericht. Deze heeft een grondoppervlak van 10 bij 10 meter en is twintig meter hoog. Het neerhof en de kasteelhoeve kwamen in de 15e eeuw tot stand.
In de loop der eeuwen kwam de heerlijkheid aan diverse families. In de 14e eeuw was dat de familie De Charneux, gevolgd door Frambach de Birgel (1416-1438), Arnold de Hoemen (1433-1451) en Adam de Harff (1451-1458). Na 1458 kwam de heerlijkheid aan familie De Ryckel. 
Het kasteel vervulde een strategische functie aan de noordgrens van het prinsbisdom Luik. Diverse burgeroorlogen en vetes tussen adellijke geslachten vonden plaats tot in de 17e eeuw. De families De Montzen (bezitters van het kasteel) en De Fléron streden nog tot in 1632.
Ondertussen kwam de familie De Méan op, en Jean Ernest de Méan kocht in 1692 de heerlijkheid. Hij liet een nieuw kasteel bouwen: Het Kasteel van Méan. Het oude kasteel werd in 1729 gekocht door Pierre de Méan, welke het wilde verhuren maar geen huurder of koper vond. Het kasteel raakte verlaten en verviel tot ruïne. Begin 20e eeuw begaf het dak van de donjon het. Enkel de kasteelboerderij bleef langer in bedrijf.
In 1971 werden de overblijfselen van het kasteel geklasseerd als monument.

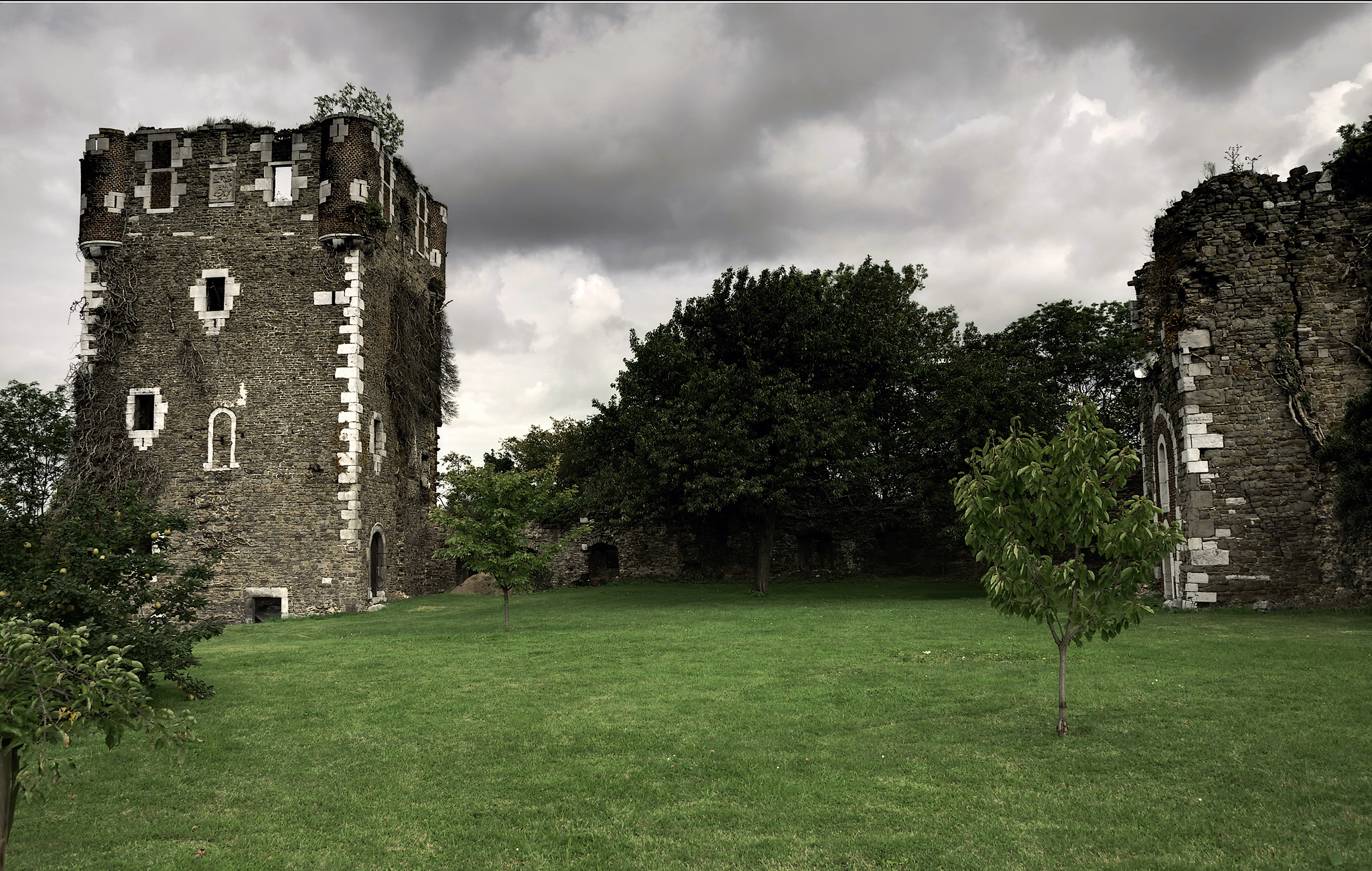